# Zones et parcs industriels au Cameroun
Les zones et parcs industriels au Cameroun sont un ensemble d'infrastructures destinées à la production industrielle au Cameroun.

## Histoire
Le Cameroun fait partie des premières nations en Afrique à avoir créé des parcs et zones industrielles[réf. souhaitée].

## Description
La Magzi est l'organisme public qui a la gestion des parcs industriels au Cameroun.

### Parcs & Zones industriels existants
- Bassa (150 ha, Douala)
- Bonabéri (192 ha, Douala)
- Yaoundé-Sud (En travaux, 40% 316 ha, Yaoundé)
- Banengo & Koptchou (28 ha, Bafoussam)
- Ngaoundéré (115 ha, Ngaoundéré)
- Djamboutou (90 ha, Garoua)
- Nkwen (44 ha, Bamenda)
- Ombé (133 ha, Tiko)
- Koumé-Bonis (105 ha, Bertoua)
- Mandjou-Kano (120 ha, Bertoua)

### En projet
- Douala-Yassa
- Dibombari
- Nomayos
- Meyomessala
- Zone industrialo-portuaire de Kribi

### Impacts
Peu d'études montrent l'impact des zones industrielles sur la croissance de l'industrie et de la manufacture au Cameroun.